# Assurance volontaire vieillesse

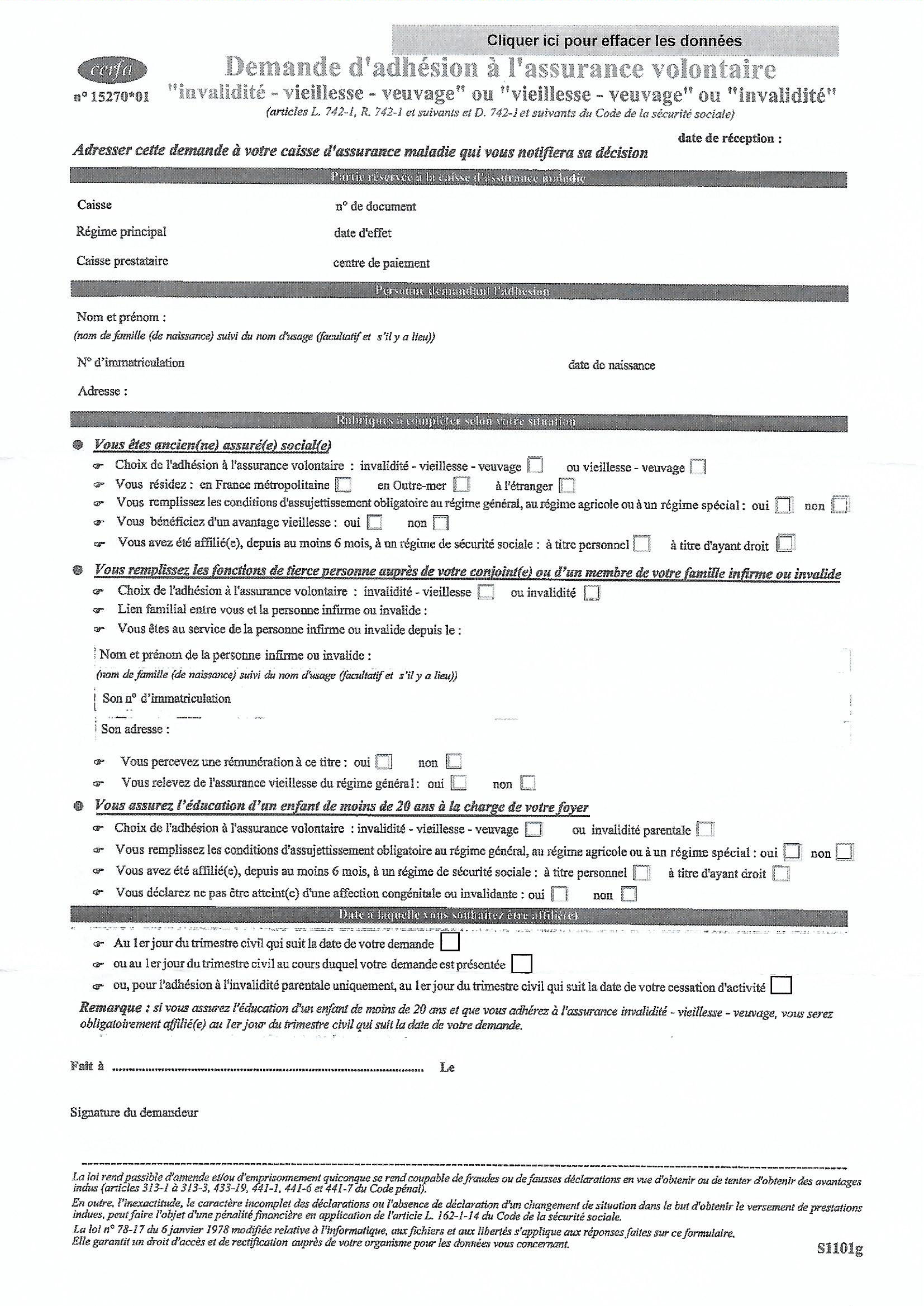
Formulaire de demande (recto).

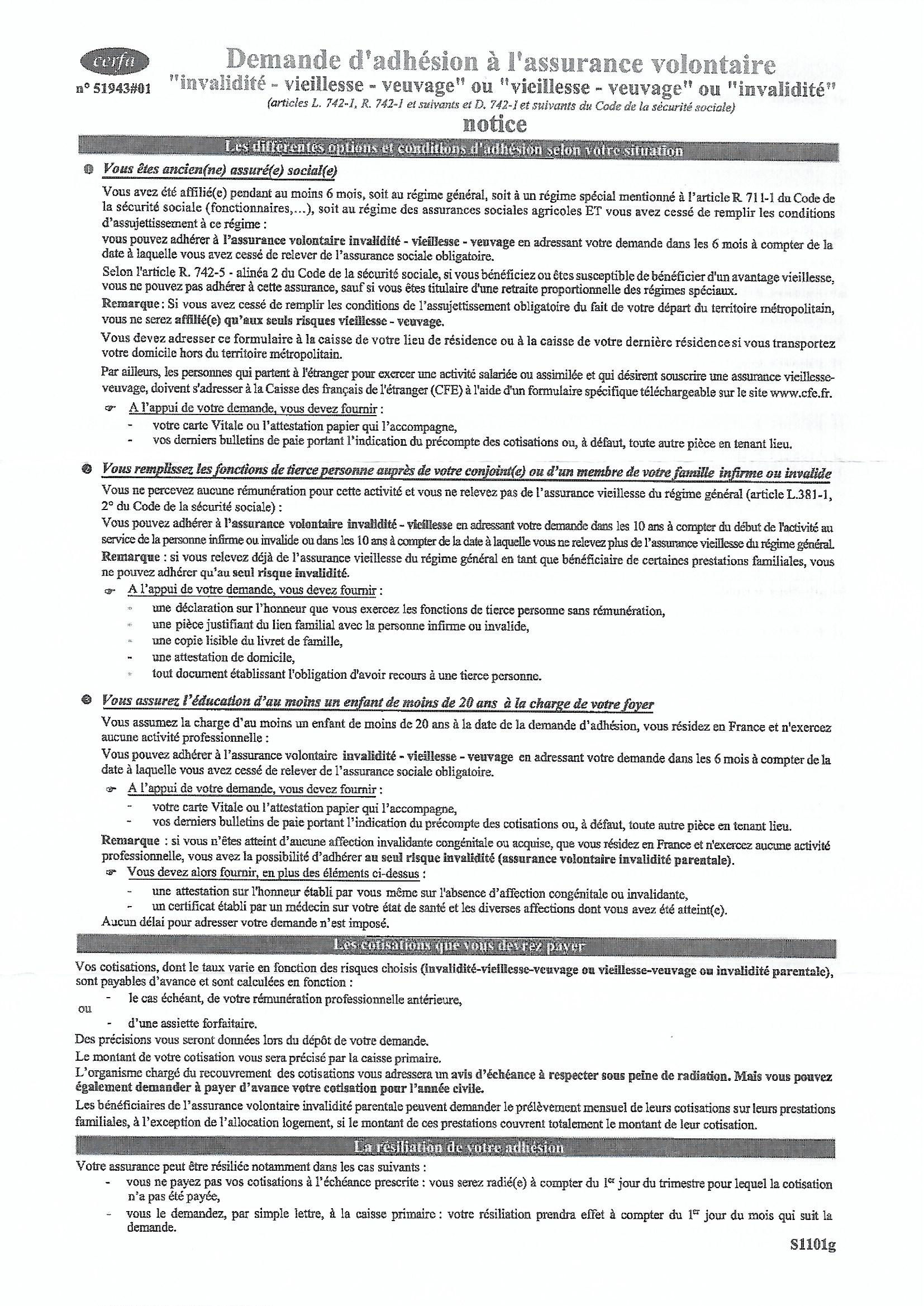
Formulaire de demande (verso).

L'assurance volontaire vieillesse est un système proposé par l'Assurance Retraite en France, permettant de continuer de cotiser à la retraite, et ainsi de maintenir ses droits et continuer à obtenir des trimestres de cotisations, lorsque l'on n'est plus rattaché à un régime de retraite obligatoire. C'est le cas par exemple de personnes étant en situation de chômage non indemnisé depuis plus de 1 an, des rentiers ou bien des expatriés.
Une telle situation suppose bien entendu que la personne cotisant à l'assurance volontaire vieillesse possède par ailleurs des ressources pour payer les cotisations de l'assurance vieillesse volontaire (épargne, rente, loyers, etc.).

## Cotisations
Selon l'âge et les salaires antérieurs, cette cotisation peut varier entre 450 euros par trimestre pour la catégorie 4, jusqu'à 1659 euros par trimestre pour la catégorie 1, pour l'année 2015.
Pour les personnes ayant cotisé volontairement, les trimestres apparaitront comme étant cotisés, avec un salaire enregistré correspondant à la somme cotisée (la cotisation représentant environ 17,4% de ce salaire "fictif"). Ainsi, une personne qui a cotisé 830 euros par trimestre (catégorie 3), verra dans son bilan de retraite un salaire correspondant de 19025 euros pour l'année Si cette somme fait partie des 25 meilleures années de carrière, elle sera prise en compte pour le calcul de la moyenne lors du calcul de la retraite.
Ce système étant une des fonctionnalités de l'Assurance Maladie volontaire, c'est auprès de l'Assurance Maladie que cette demande doit se faire, en utilisant le formulaire Cerfa 15270. Après traitement du dossier, les paiements se font auprès de l'Urssaf, qui envoie une facture correspondante au début de chaque trimestre.

## Impact sur la retraite complémentaire
L'obtention d'une retraite de base à taux plein grâce aux cotisations volontaires, entraine mécaniquement l'obtention d'une retraite complémentaire à taux plein elle aussi, ce qui peut avoir un gros impact, notamment pour les cadres, dont la retraite complémentaire est parfois nettement supérieure à la retraite de base.